# Taxinge
Taxinge är kyrkbyn belägen vid Gripsholmsviken i Taxinge socken i Nykvarns kommun, Stockholms län. I byn finns flera kulturhistoriskt värdefulla byggnader: Taxinge-Näsby slott, Taxinge kyrka och Taxinge-Näsby stationshus.

## Namnet
Enligt ortnamnsforskare kan förleden i namnet Taxinge (1280 Thaxunge) härledas till det fornsvenska ordet för grävling som var thax. Efterleden inge står troligen för unge. Kanske har det under yngre järnåldern funnits mycket gott om grävlingar i trakten och de boende i området kallades ”taxungar” vars socken kom att döpas till Taxinge socken.

## Historia
I skriftliga dokument omnämns 1281 gården Näsby i ett så kallat diplom (en medeltida officiell handling). Diplomet är ett gåvobrev med vilket en bror till Magnus Ladulås donerade Näsby till Strängnäs domkyrka. Under 1700- och 1800-talen kom godset Näsby att omfatta så gott som hela Taxinge socken samt en stor del av angränsande socknar. Huvudbyggnaden uppfördes för bergsrådet Anders von Wahrendorff 1807-1813 efter ritningar av arkitekt Carl Christoffer Gjörwell. Taxinge-Näsbys sista privata ägare var direktör Ernst Sjögren som bland annat bedrev hästavel på gården. Vid Sjögrens död 1969 tog Södertälje kommun över egendomen. Sedan 1999 ägs huvudbyggnaden, flyglar, parken och några statarbostäder av Nykvarns kommun. Slottet nyttjas som fest- och konferensanläggning med servering och café.

## Ortens bebyggelse

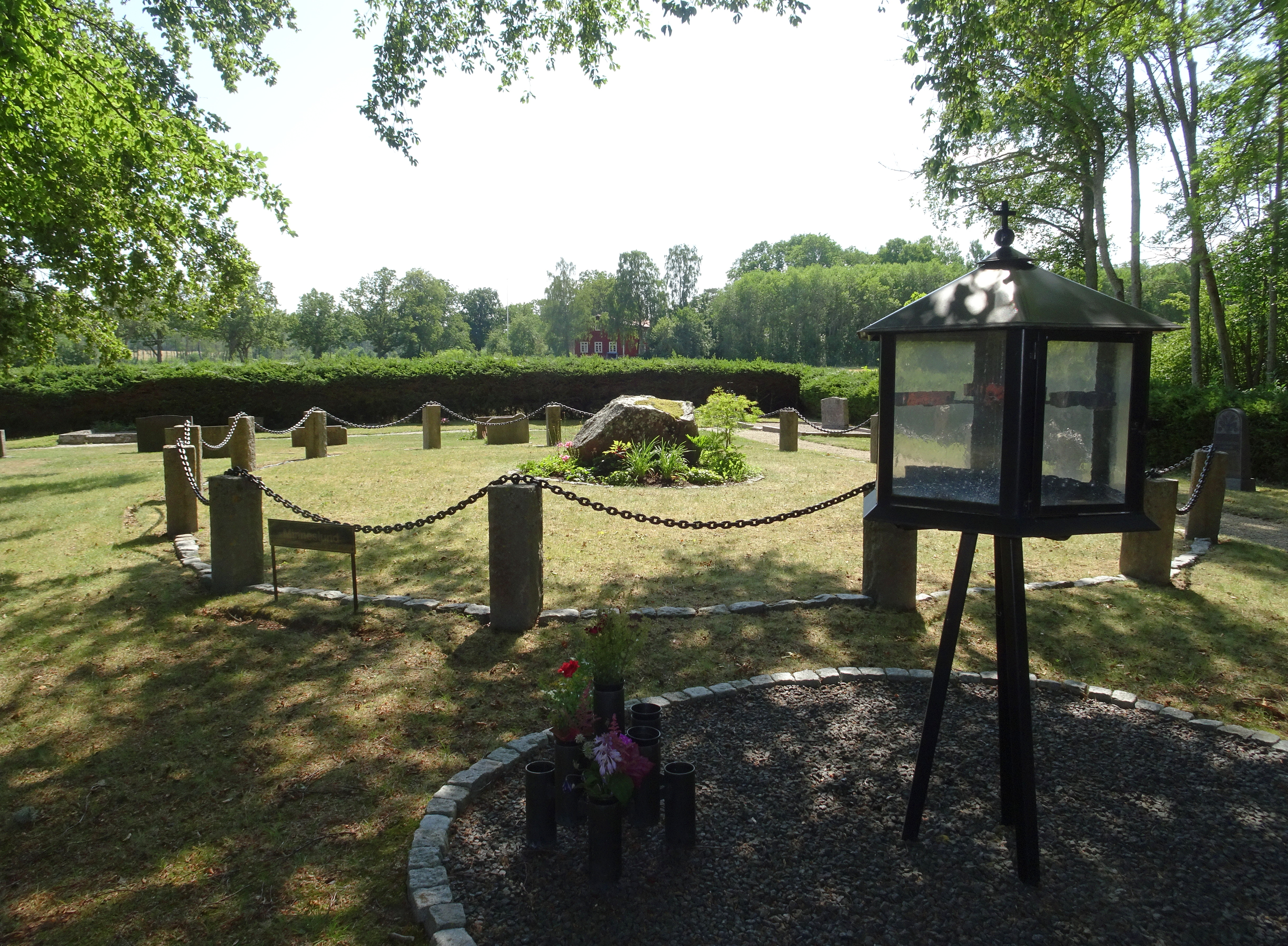
Taxinge kyrkas kyrkogård, minneslunden.

Ortens mest kända bebyggelse utgörs av Taxinge-Näsby slott och tillhörande ekonomibyggnader där den nygotiska stallbyggnaden från 1930 är den mest framträdande. Söder om slottets huvudbebyggelse märks Taxinge kyrka som enligt Svenska kyrkan är Sörmlands vackraste. Nuvarande kyrkobyggnaden ritades av arkitekt Adolf W. Edelsvärd och invigdes den 13 december 1863. Norr om kyrkan ligger godsets före detta statarbostäder, kallade Långa Raden och uppförda omkring år 1900. I Långa Raden fanns tidigare socknens telegrafstation samt en krog. Väster om Långa Raden ligger Kobergsgård med Taxinge kykogård, klockstapeln och pastorsexpedition. Går man förbi Långa Raden mot norr når man ångbåtsbryggan. Här angör ångbåt S/S Mariefred på sin resa till och från Stockholm via Mariefred under sommartid. 
Intill ångbåtsbryggan ligger Taxinge bad med en cirka 120 meter lång sandstrand. Här rinner Taxingeån ut i Mälaren. Åns vattenkraft drev tidigare en vattenkvarn (numera riven). Bland övrig bebyggelse märks kvarngården från 1860-talet, den gamla skolan från Ebba Augusta Hägerflychts tid, trädgårdsmästarbostaden från mitten av 1910-talet, inspektorsbostaden från 1917 och affären från 1920-talet (nerlagd sedan mitten av 1970-talet). Äldre bostadshus ligger på kullen, den så kallade Åsen, vid järnvägsstationen. Dessa uppfördes i samband med järnvägens etablering i början av 1900-talet.
Livet i Taxinge förändrades genomgripande när Taxinge-Näsby station invigdes den 30 september 1895. Nu kunde socknens lantbruksprodukter transportera på tåg och befolkningen kom närmare Stockholm. Till en början fanns två avgångar dagligen och restiden till Stockholm tog 2,5 timmar.

## Järnvägen

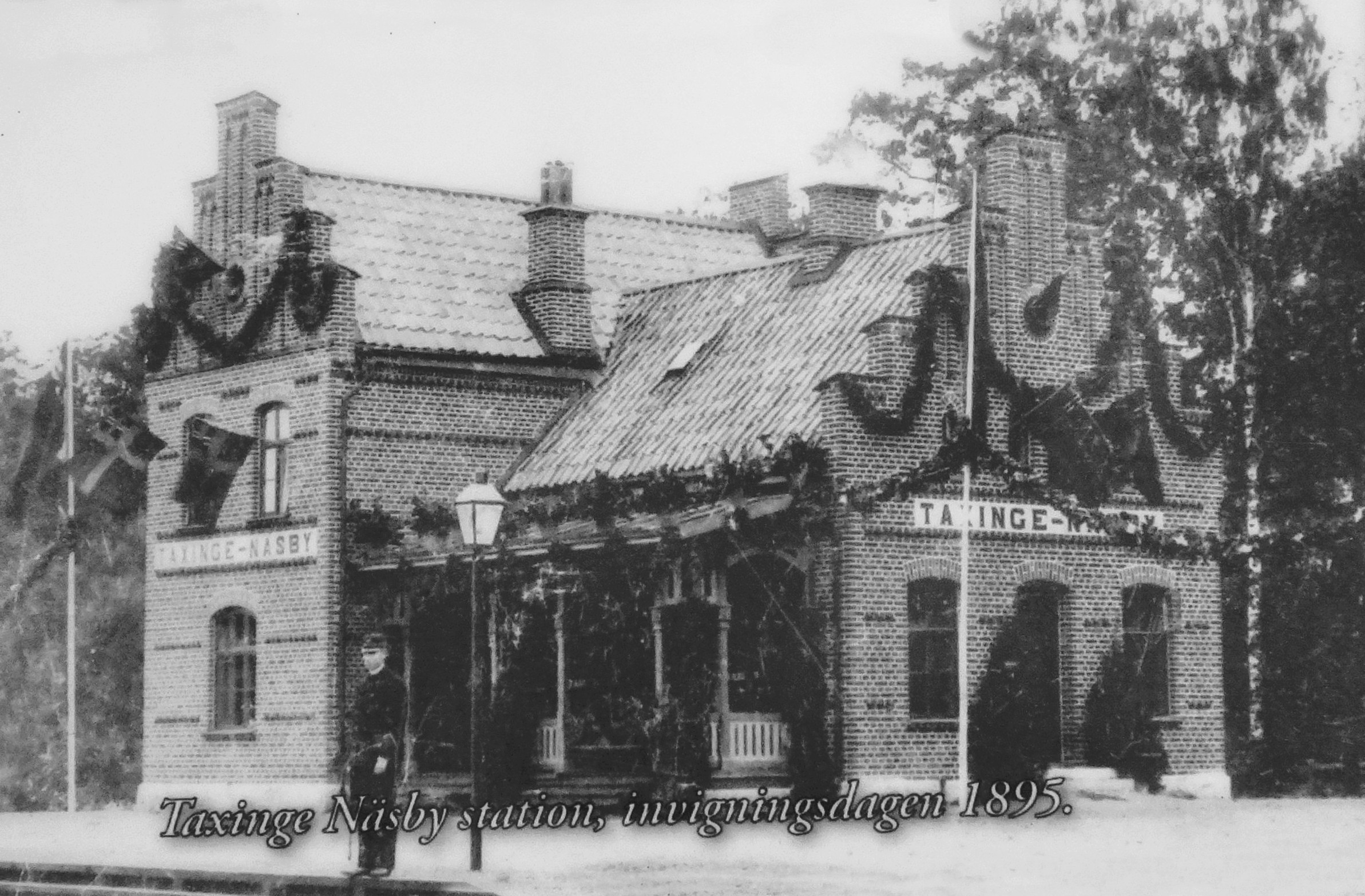
Stationshuset invigningsdagen 1895.

Stationen tillkom på initiativ av Arvid Posse, Sveriges statsminister 1880–1883 och dåvarande ägare till Taxinge-Näsby slott. Hans son, järnvägsingenjören Fredrik Arvidsson Posse ritade byggnaden som sedan 1999 är statligt byggnadsminne. 
Taxinge-Näsby järnvägsstation var i bruk fram till 1974 och järnvägslinjen kallades populärt för Eskilstunabanan. 1994 upphörde all persontrafik på sträckan, men arbets- och godståg passerade Taxinge-Näsby station till och med 1996.
År 1999 började Östra Södermanlands Järnväg, som driver tågtrafiken på museijärnvägen mellan Mariefred och Läggesta Nedre, köra rälsbuss på den normalspåriga (spårvidd 1435 mm) järnvägen mellan Läggesta Nedre och Taxinge-Näsby. År 2009 upphörde även den trafiken. Järnvägen på sträckan ersattes med smalspår (spårvidd 600 mm). Stationsområdet i Taxinge-Näsby rustades upp och den 28 maj 2011 återinvigdes Taxinge-Näsby av kung Carl XVI Gustaf och landshövdingarna för Södermanlands och Stockholms län. Därmed blev det möjligt att igen resa med tåg mellan Taxinge-Näsby och Mariefred via Läggesta Nedre.

## Drottningkällan
Drottningkällan ligger öster om landsvägen till Taxinge, inte långt från Taxinge-Näsby station. Källan är en gammal offer- och trefaldighetskälla vars vatten rinner mot norr vilket enligt traditionen betydde att den hade speciella krafter. Källan är uppkallad efter drottning Katarina Jagellonica, kung Johan III hustru. Enligt folktron hämtade hon friskt vatten från källan åt sin man när han hölls fången av kung Erik XIV på Gripsholms Slott. En minnessten från år 1564 berättar om händelsen. Så sent som på 1850-talet besöktes källan av ortsbefolkningen, som på aftonen före Heliga Trefaldighets dagen drack av vattnet för att undgå krämpor.

## Kommunikationer
Taxinge trafikeras av bussar mellan Nygård och Nykvarn, vilka ansluter till expressbussarna mellan Nykvarn och Södertälje. På sommaren kan man ta  ångbåt till och från Stockholm, via Mariefred.

## Bilder

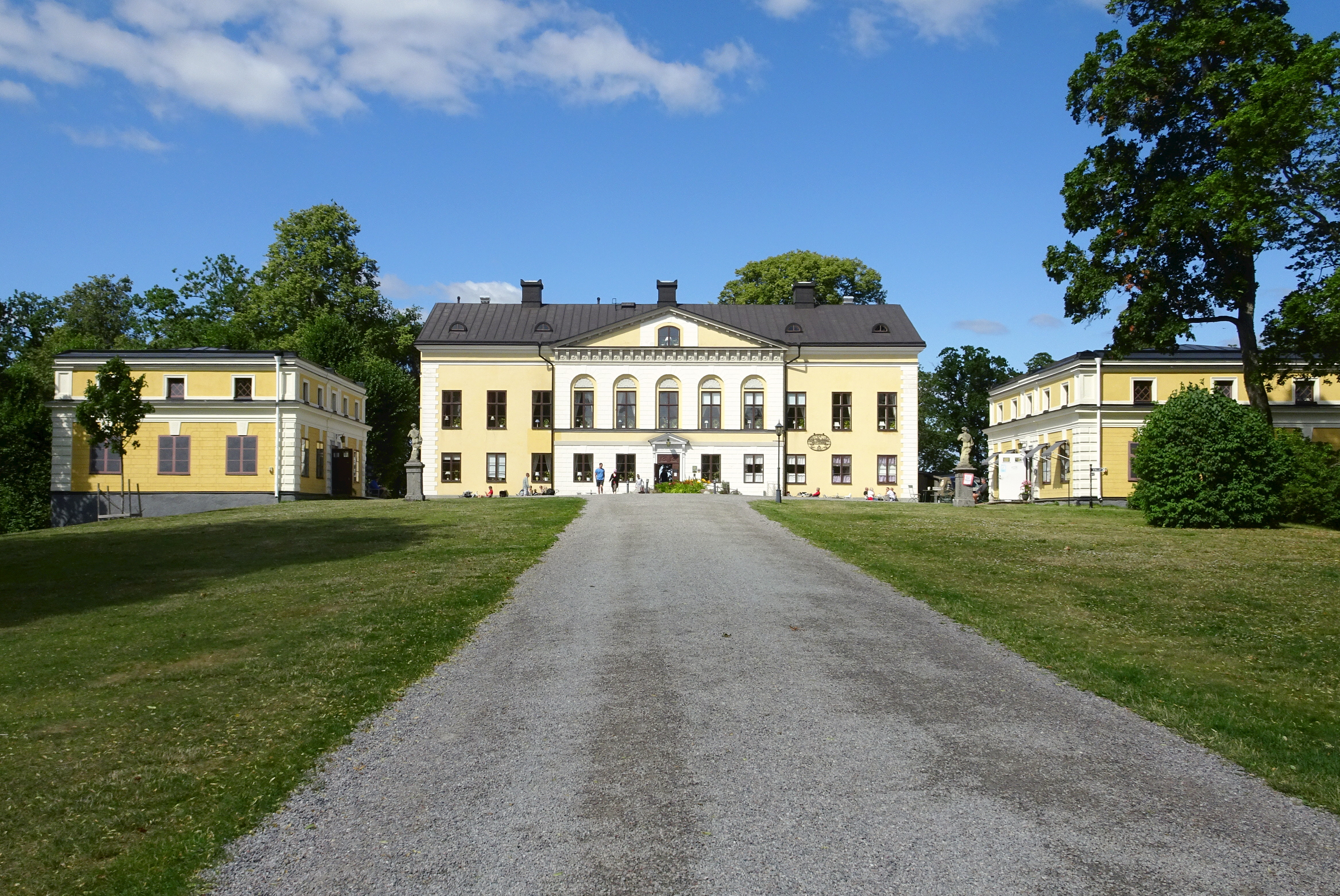
Taxinge-Näsby slott.
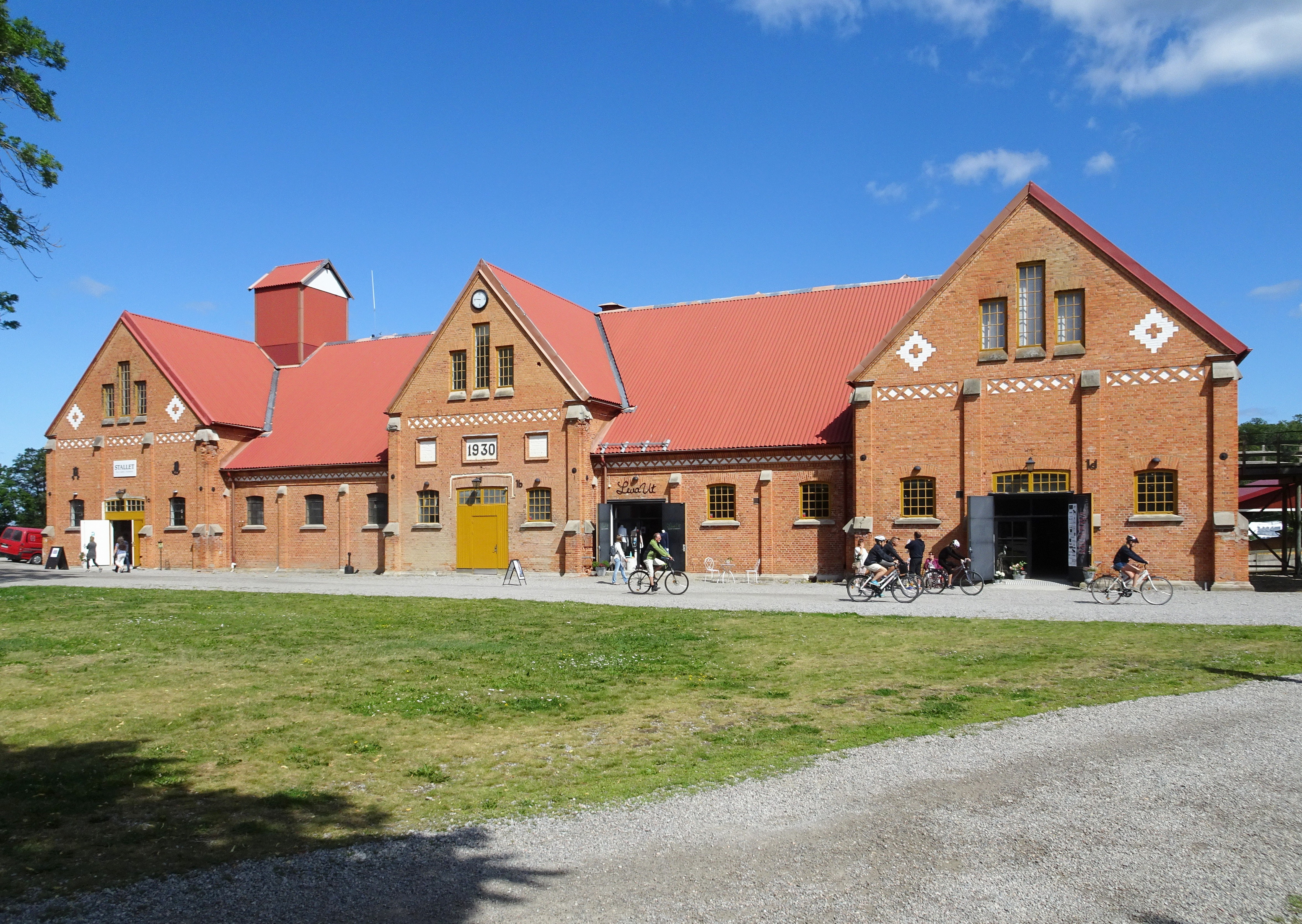
Stallet vid Taxinge-Näsby slott.
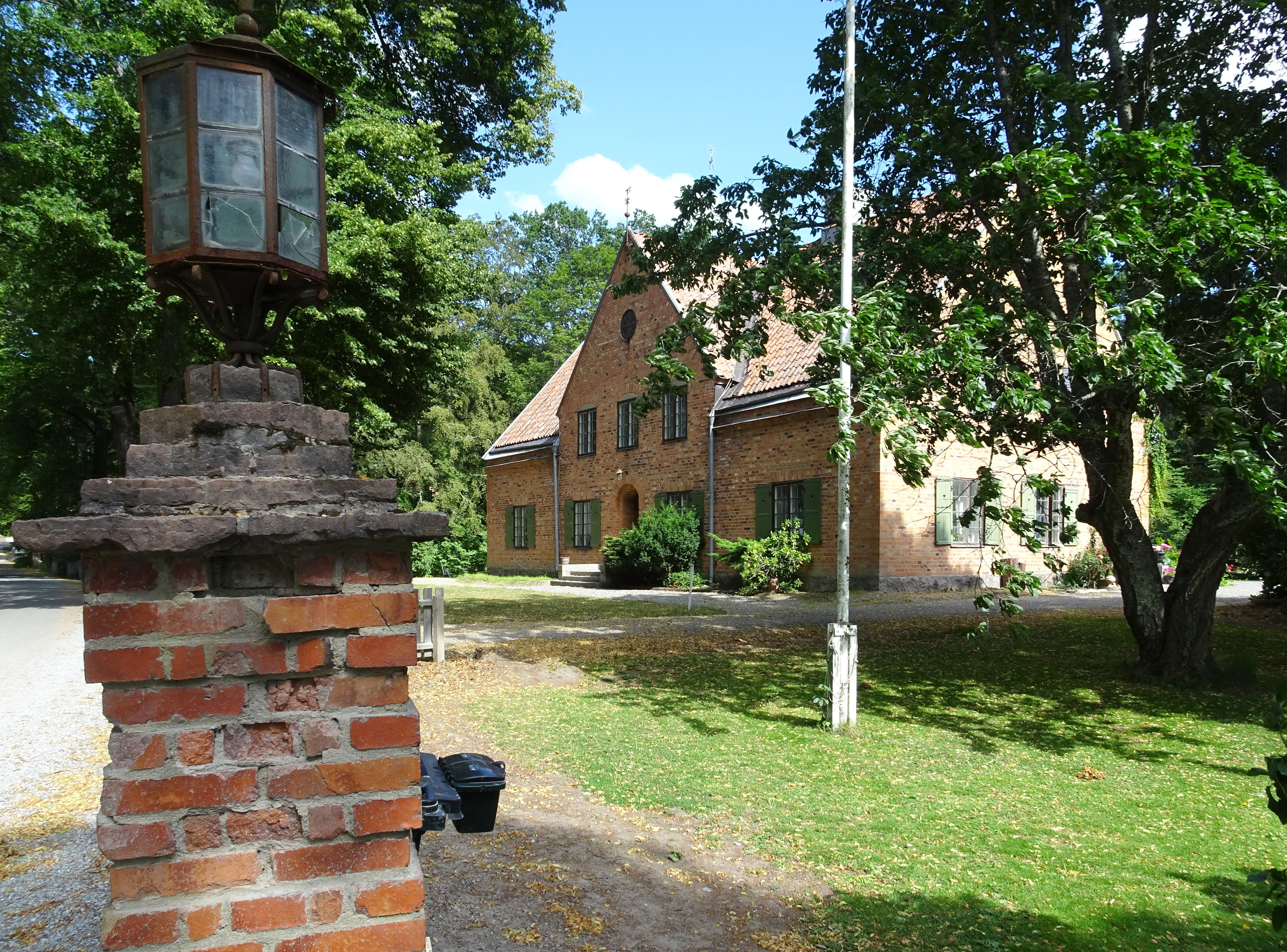
Arrendatorbostaden.
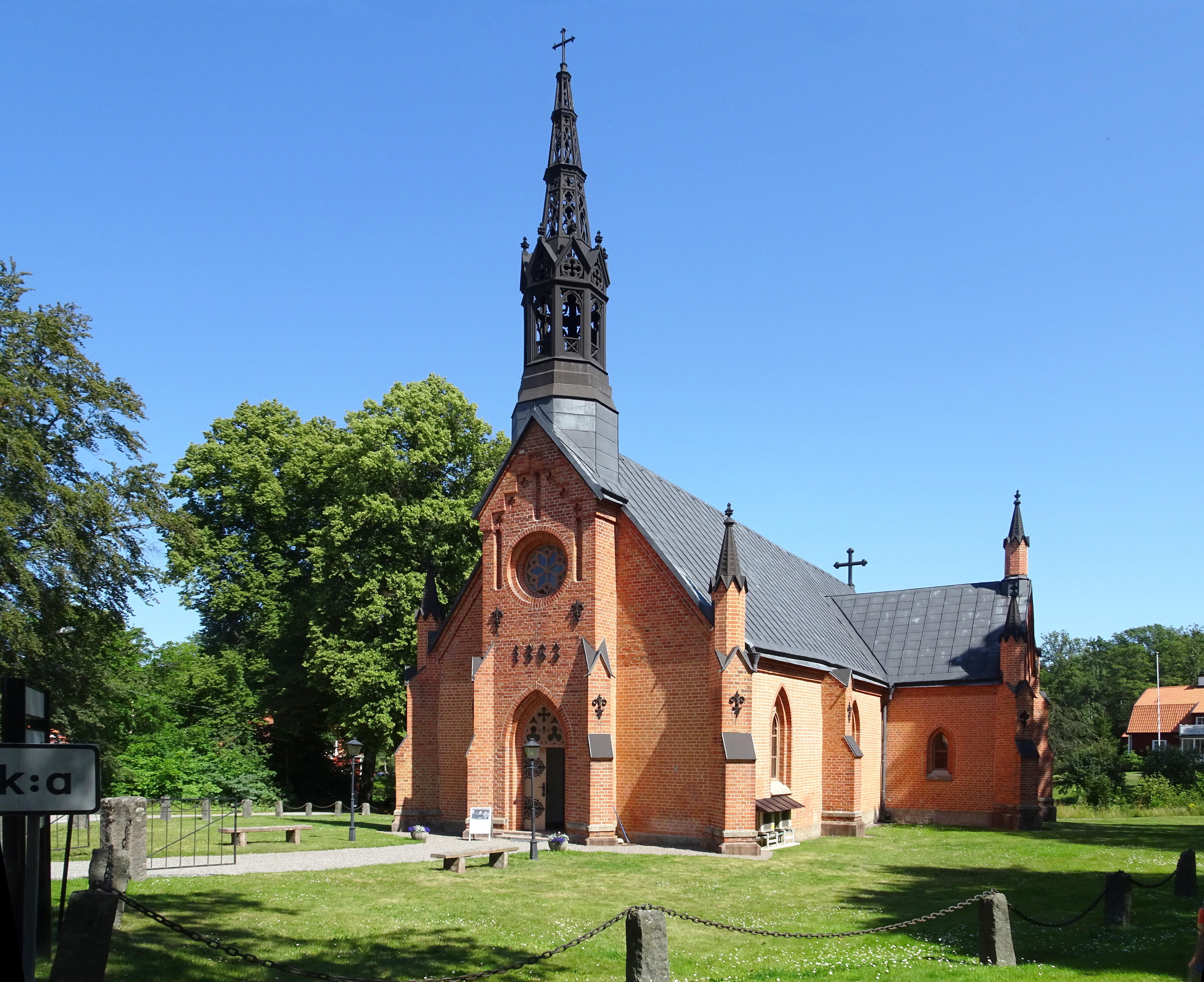
Taxinge kyrka.
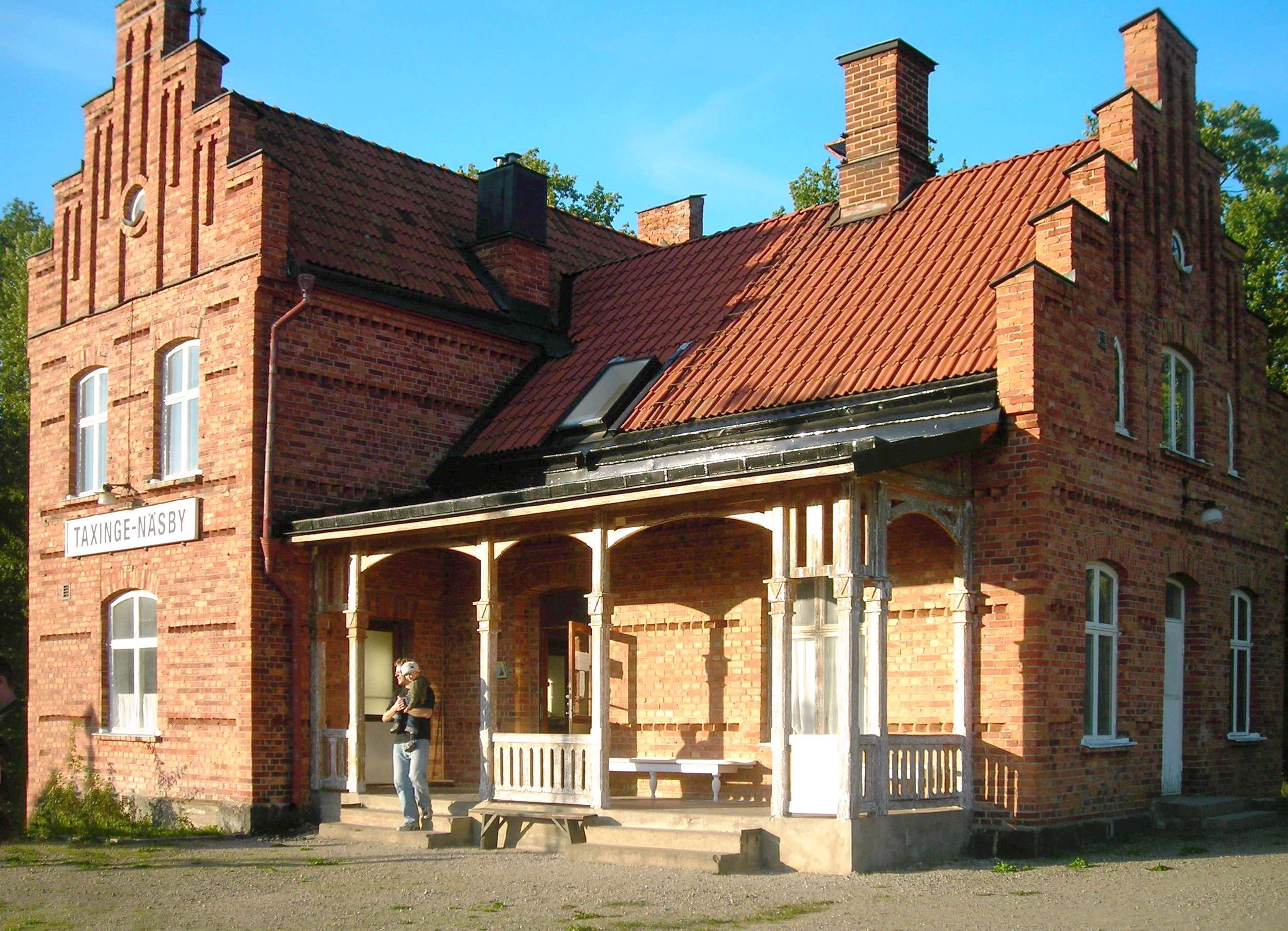
Taxinge station.

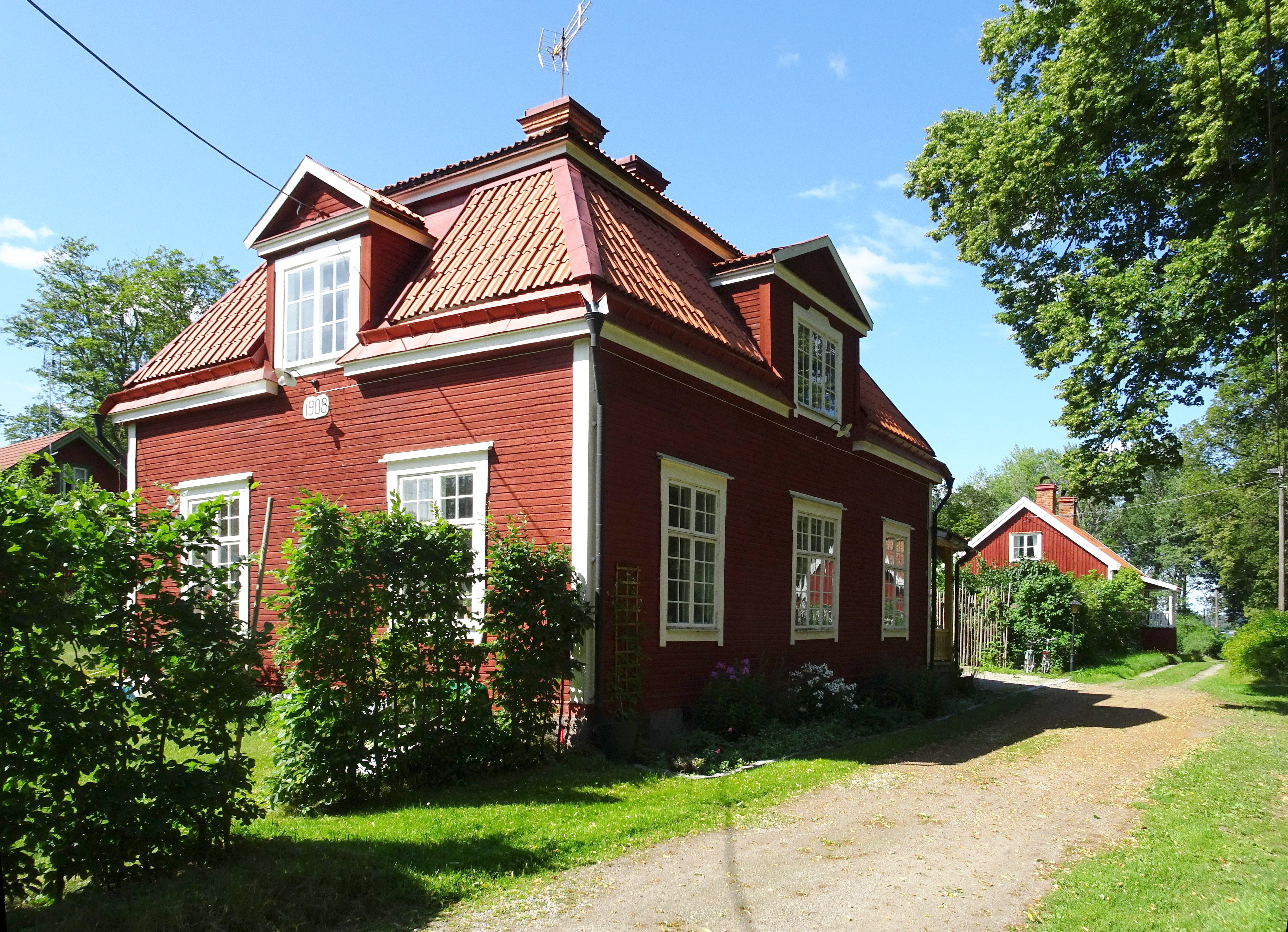
Långa raden.
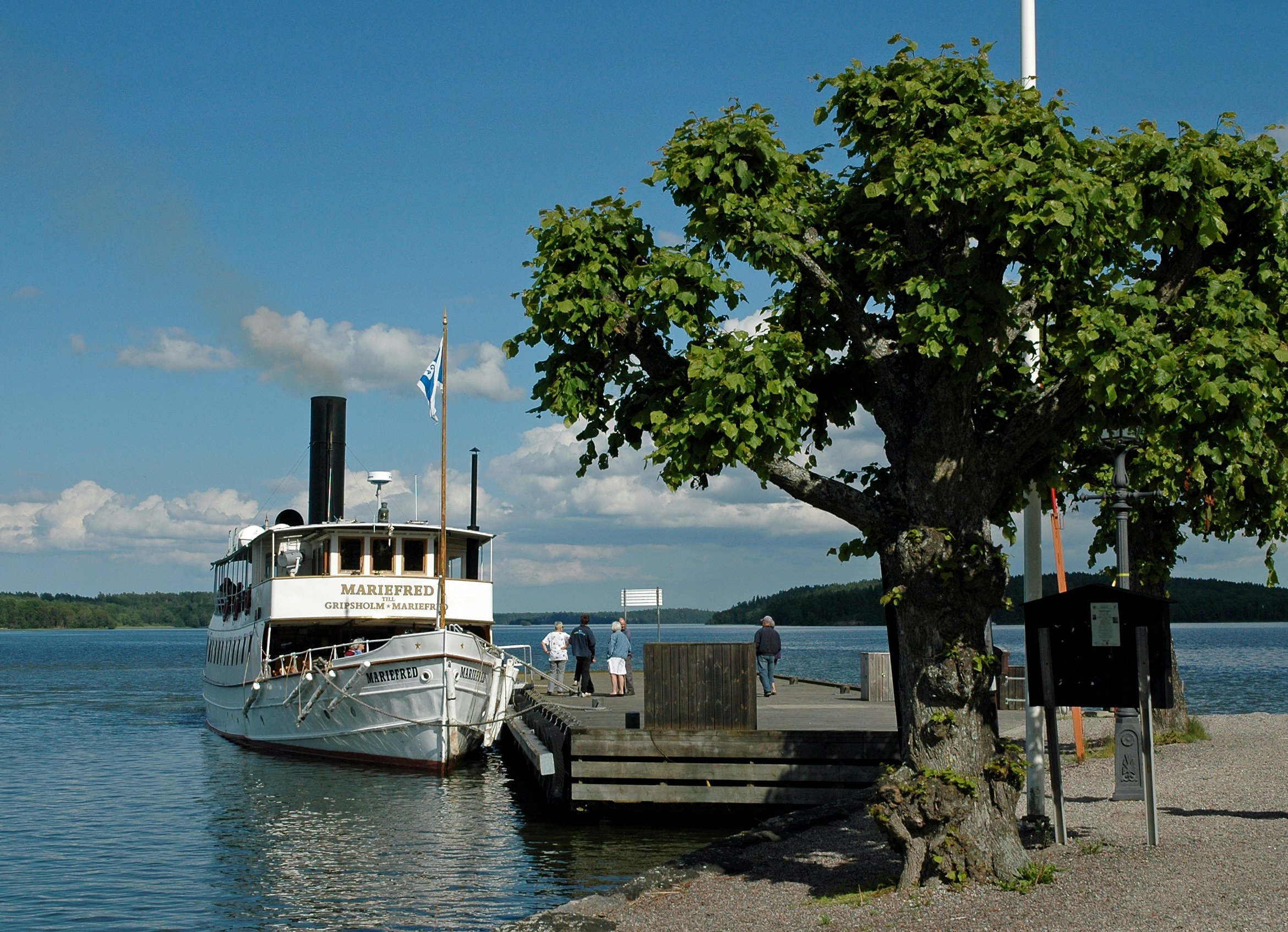
Ångbåtsbryggan.
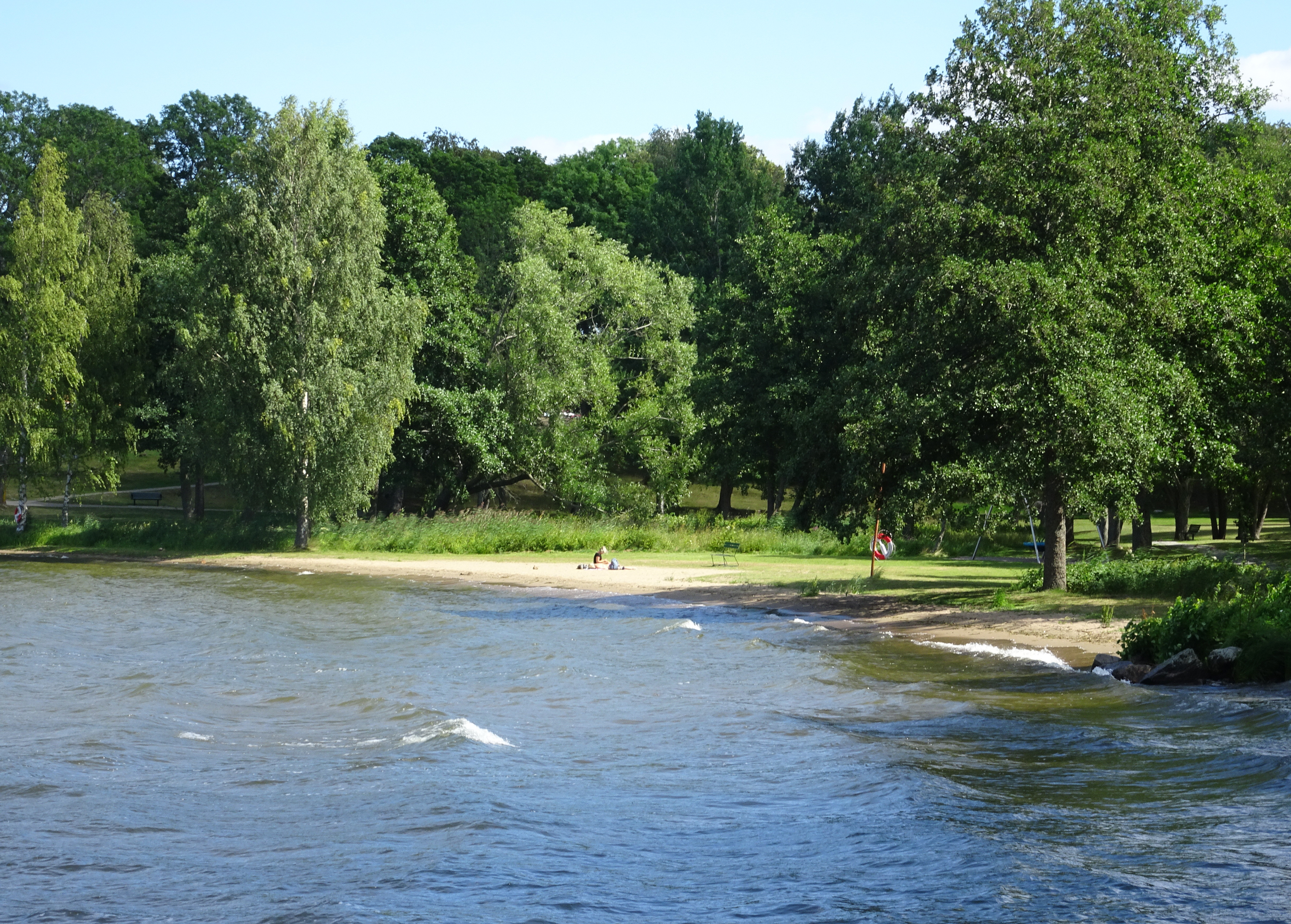
Taxinge badplats.
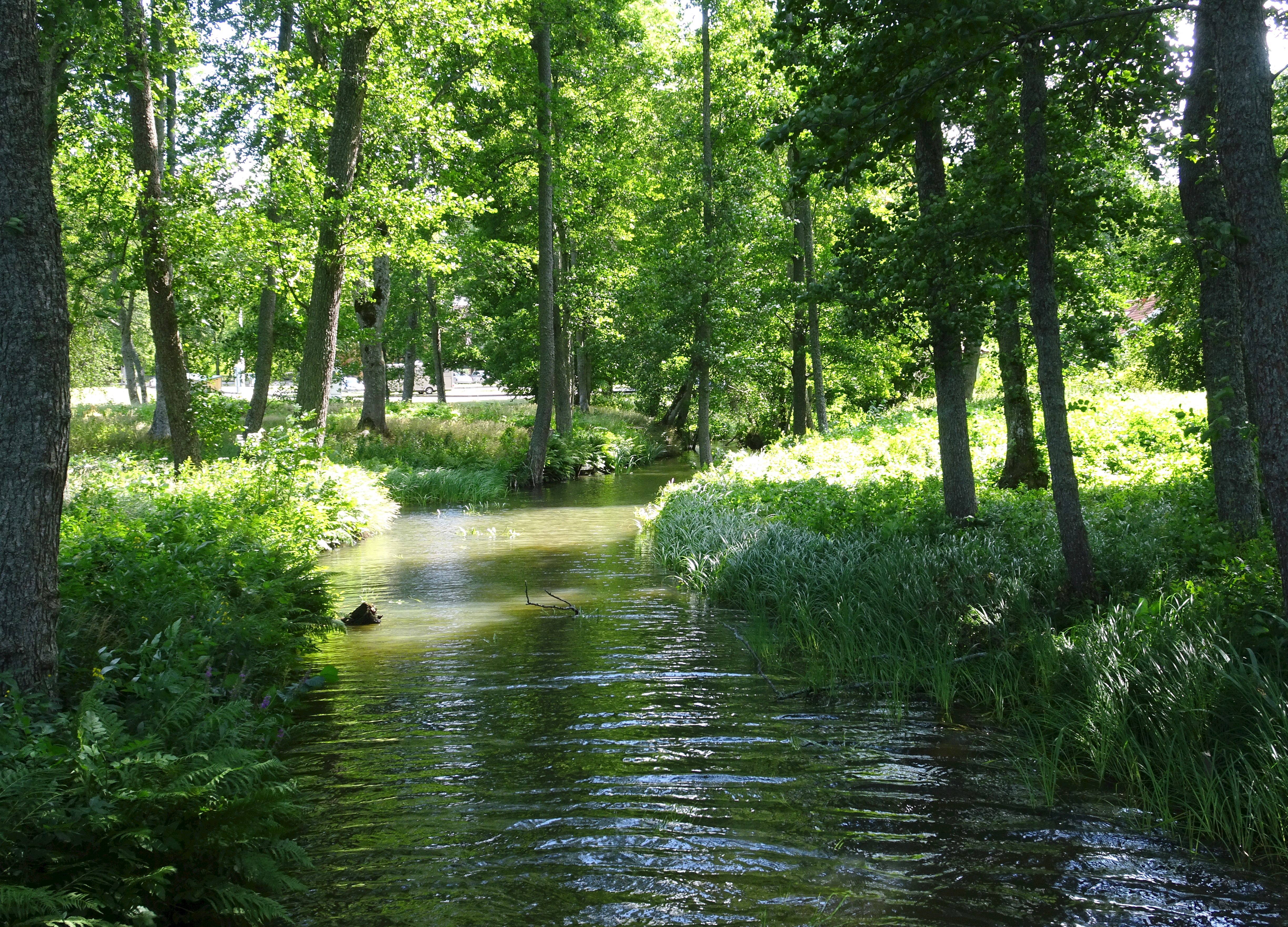
Taxingeån.
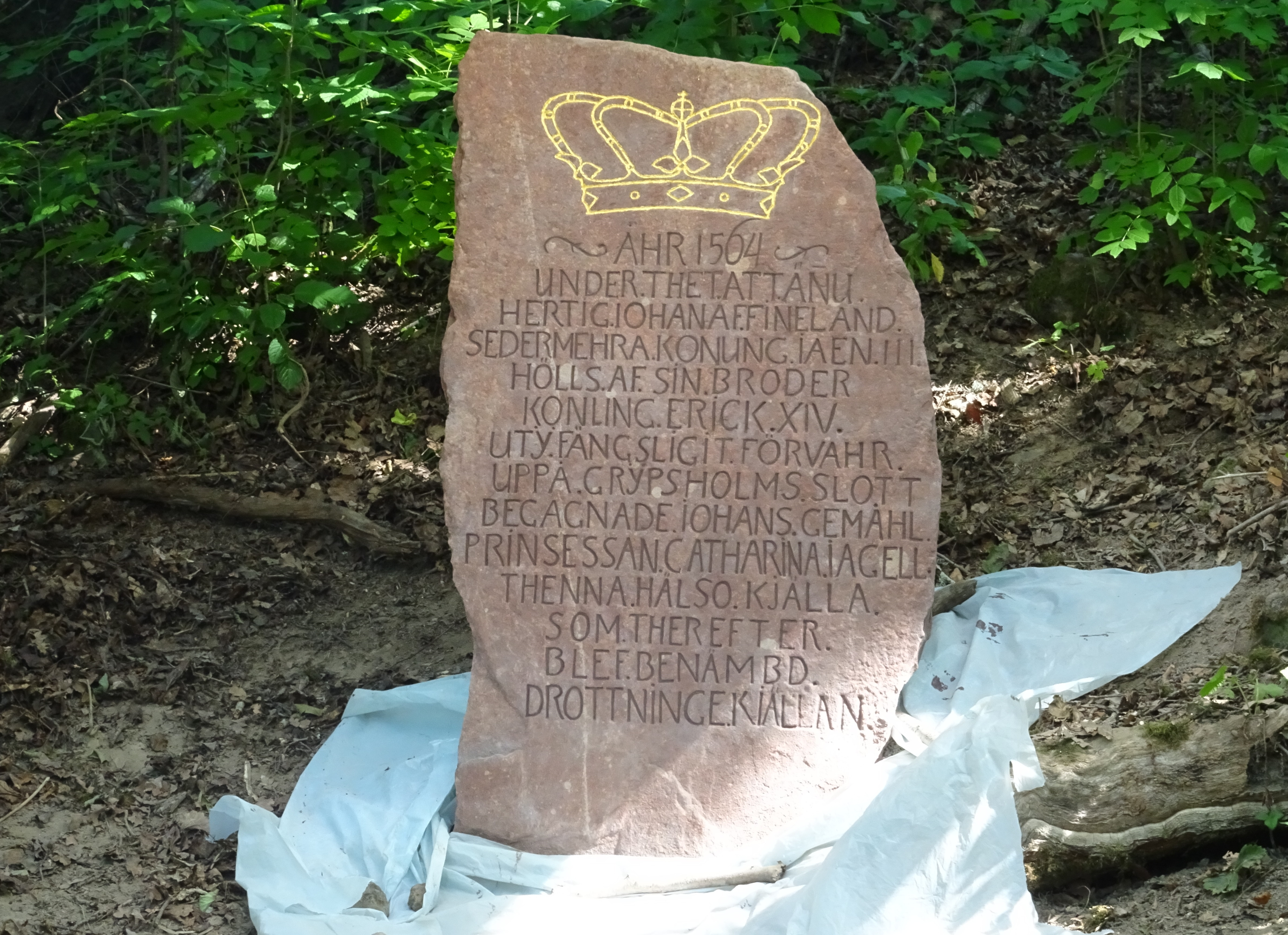
Drottningkällans minnessten.